# Animacja czasu wolnego
Animacja czasu wolnego – dział współczesnej turystyki oraz hotelarstwa, zajmujący się organizacją czasu wolnego ludzi, przebywających w ośrodkach wczasowych i turystycznych.
Podstawowa funkcja animacji czasu wolnego to zapewnienie turystom rozrywek podczas ich pobytu w danym miejscu. Najczęściej przybiera to postać zorganizowanego programu animacyjnego, w którym znaleźć można zajęcia sportowe, plastyczne, teatralne, muzyczne i specjalne animacje dla dzieci.
Do najważniejszych funkcji animacji czasu wolnego należą:
- relaksacyjna – rozrywka prowadzi do odreagowania stresów związanych z pracą i obowiązkami codziennymi,
- integracyjna – zajęcia animacyjne integrują turystów i doprowadzają do nawiązania nowych znajomości,
- motywacyjna – animacja mobilizuje turystów do aktywnego spędzania czasu wolnego,
- progresywna – udział w zajęciach animacyjnych prowadzi do samorozwoju jednostki[1].

Osobą zajmującą się animacją czasu wolnego jest tzw. animator czasu wolnego. Obecnie animatorzy często specjalizują się w określonych obszarach działań i przyjmują rolę m.in.:
- animatora dziecięcego – osoby prowadzącej zajęcia w tak zwanych „Kids Clubach”,
- animatora sportowego – osoby prowadzącej zajęcia rekreacyjne i sportowe (najczęściej w hotelach),
- show animatora (z ang.) – moderatora występującego na scenie hotelowej,
- all-round animatora (z ang.) – osoby zajmującej się jednocześnie wszystkimi kwestiami naraz[2].